# Tour de l'Avenir
Il Tour de l'Avenir (it: Giro del futuro) è una corsa a tappe di ciclismo su strada per squadre nazionali riservata agli under 23, che si svolge ogni anno in Francia nel mese di settembre. Attualmente fa parte dei circuiti UCI Europe Tour e Coppa delle Nazioni U23 UCI, come prova di classe 2.Ncup.

## Storia
Nel corso degli anni sono state diverse le denominazioni della corsa:
- Tour de l'Avenir
- Grand Prix de l'Avenir, dal 1971 al 1985
- Tour de la Communauté Européenne, dal 1985 al 1990
- Tour de l'Avenir, dal 1992 è ritornato alla prima denominazione

## Albo d'oro
Aggiornato all'edizione 2023.
| Anno                             | Vincitore                                | Secondo                                  | Terzo                                    |
| Tour de l'Avenir                 | Tour de l'Avenir                         | Tour de l'Avenir                         | Tour de l'Avenir                         |
| -------------------------------- | ---------------------------------------- | ---------------------------------------- | ---------------------------------------- |
| 1961                             | Guido De Rosso                           | Francisco Gabica                         | Albert Van D'Huynslager                  |
| 1962                             | Antonio Gómez del Moral                  | Mario Maino                              | Jan Janssen                              |
| 1963                             | André Zimmermann                         | Rolf Maurer                              | Raymond Delisle                          |
| 1964                             | Felice Gimondi                           | Lucien Aimar                             | Ginés García                             |
| 1965                             | Mariano Díaz                             | José M. López Rodríguez                  | Paul Zollinger                           |
| 1966                             | Mino Denti                               | Harry Steevens                           | José Gómez Lucas                         |
| 1967                             | Christian Robini                         | Costantino Conti                         | José Gómez Lucas                         |
| 1968                             | Jean-Pierre Boulard                      | Robert Bouloux                           | Jean-Pierre Parenteau                    |
| 1969                             | Joop Zoetemelk                           | Luis Zubero                              | Gösta Pettersson                         |
| 1970                             | non disputato                            | non disputato                            | non disputato                            |
| Grand Prix de l'Avenir           |                                          |                                          |                                          |
| 1971                             | Régis Ovion                              | Fedor den Hertog                         | Jiří Háva                                |
| 1972                             | Fedor den Hertog                         | Iwan Schmid                              | Bernard Bourreau                         |
| 1973                             | Gianbattista Baronchelli                 | Wolfgang Steinmayr                       | Bernard Bourreau                         |
| 1974                             | Enrique Martínez Heredia                 | Wolfgang Steinmayr                       | Gabriele Mirri                           |
| 1975                             | non disputato                            | non disputato                            | non disputato                            |
| 1976                             | Sven-Åke Nilsson                         | Miloš Hrazdíra                           | Henk Lubberding                          |
| 1977                             | Eddy Schepers                            | Johan van der Velde                      | Roberto Visentini                        |
| 1978                             | Sergej Suchoručenkov                     | Ramazan Galjaletdinov                    | Sergej Morozov                           |
| 1979                             | Sergej Suchoručenkov                     | Said Guseinov                            | Jostein Wilmann                          |
| 1980                             | Alfonso Flórez                           | Sergej Suchoručenkov                     | Jurij Kaširin                            |
| 1981                             | Pascal Simon                             | Sergej Suchoručenkov                     | José Patrocinio Jiménez                  |
| 1982                             | Greg LeMond                              | Robert Millar                            | Cristobal Pérez                          |
| 1983                             | Olaf Ludwig                              | Jean-François Chaurin                    | Maarten Ducrot                           |
| 1984                             | Charly Mottet                            | Jiří Škoda                               | Philipphe Bouvatier                      |
| Tour de la Communauté Européenne |                                          |                                          |                                          |
| 1985                             | Martín Ramírez                           | Éric Salomon                             | Samuel Cabrera                           |
| 1986                             | Miguel Indurain                          | Patrice Esnault                          | Alexi Grewal                             |
| 1987                             | Marc Madiot                              | Laurent Bezault                          | Pëtr Ugrjumov                            |
| 1988                             | Laurent Fignon                           | Gérard Rué                               | Olaf Lurvik                              |
| 1989                             | Pascal Lino                              | Laurent Bezault                          | Denis Roux                               |
| 1990                             | Johan Bruyneel                           | Martial Gayant                           | Laurent Jalabert                         |
| 1991                             | non disputato                            | non disputato                            | non disputato                            |
| Tour de l'Avenir                 |                                          |                                          |                                          |
| 1992                             | Hervé Garel                              | Jean-Philippe Dojwa                      | Bart Voskamp                             |
| 1993                             | Thomas Davy                              | François Simon                           | Bo Hamburger                             |
| 1994                             | Ángel Casero                             | Maarten den Bakker                       | Franck Bouyer                            |
| 1995                             | Emmanuel Magnien                         | Christophe Moreau                        | Laurent Roux                             |
| 1996                             | David Etxebarria                         | Sergej Ivanov                            | Glenn D'Hollander                        |
| 1997                             | Laurent Roux                             | Kevin Livingston                         | Lylian Lebreton                          |
| 1998                             | Christophe Rinero                        | Txema del Olmo                           | Thierry Loder                            |
| 1999                             | Unai Osa                                 | David Latasa                             | Floyd Landis                             |
| 2000                             | Iker Flores                              | David Moncoutié                          | Sven Montgomery                          |
| 2001                             | Denis Men'šov                            | Florent Brard                            | Sylvain Chavanel                         |
| 2002                             | Evgenij Petrov                           | Pierrick Fédrigo                         | David Muñoz                              |
| 2003                             | Egoi Martínez                            | Radoslav Rogina                          | Samuel Dumoulin                          |
| 2004                             | Sylvain Calzati                          | Thomas Löfkvist                          | Christophe Le Mével                      |
| 2005                             | Lars Bak                                 | Christophe Riblon                        | Asan Bazaev                              |
| 2006                             | Moisés Dueñas                            | Robert Gesink                            | Tom Stubbe                               |
| 2007                             | Bauke Mollema                            | Tony Martin                              | André Steensen                           |
| 2008                             | Jan Bakelants                            | Rui Costa                                | Arnold Jeannesson                        |
| 2009                             | Romain Sicard                            | Tejay van Garderen                       | Sergej Fuchs                             |
| 2010                             | Nairo Quintana                           | Andrew Talansky                          | Jarlinson Pantano                        |
| 2011                             | Esteban Chaves                           | David Boily                              | Mattia Cattaneo                          |
| 2012                             | Warren Barguil                           | Juan Ernesto Chamorro                    | Mattia Cattaneo                          |
| 2013                             | Rubén Fernández                          | Adam Yates                               | Patrick Konrad                           |
| 2014                             | Miguel Ángel López                       | Robert Power                             | Aleksej Rybalkin                         |
| 2015                             | Marc Soler                               | Jack Haig                                | Matvej Mamykin                           |
| 2016                             | David Gaudu                              | Edward Ravasi                            | Adrien Costa                             |
| 2017                             | Egan Bernal                              | Bjorg Lambrecht                          | Niklas Eg                                |
| 2018                             | Tadej Pogačar                            | Thymen Arensman                          | Gino Mäder                               |
| 2019                             | Tobias Foss                              | Giovanni Aleotti                         | Ilan Van Wilder                          |
| 2020                             | non disputato causa Pandemia di COVID-19 | non disputato causa Pandemia di COVID-19 | non disputato causa Pandemia di COVID-19 |
| 2021                             | Tobias Halland Johannessen               | Carlos Rodríguez                         | Filippo Zana                             |
| 2022                             | Cian Uijtdebroeks                        | Johannes Staune-Mittet                   | Michel Hessmann                          |
| 2023                             | Isaac Del Toro                           | Giulio Pellizzari                        | Davide Piganzoli                         |
| 2024                             | Joseph Blackmore                         | Pablo Torres                             | Tijmen Graat                             |